# Batrisodes henroti
Batrisodes henroti är en skalbaggsart som beskrevs av Park 1956. Batrisodes henroti ingår i släktet Batrisodes och familjen kortvingar. Inga underarter finns listade i Catalogue of Life.